# Kelleria tessellata
Kelleria tessellata är en tibastväxtart som beskrevs av Michael J. Heads.
Kelleria tessellata ingår i släktet Kelleria och familjen tibastväxter. Inga underarter finns listade i Catalogue of Life.